# Flachsdarre von Kirchhorst

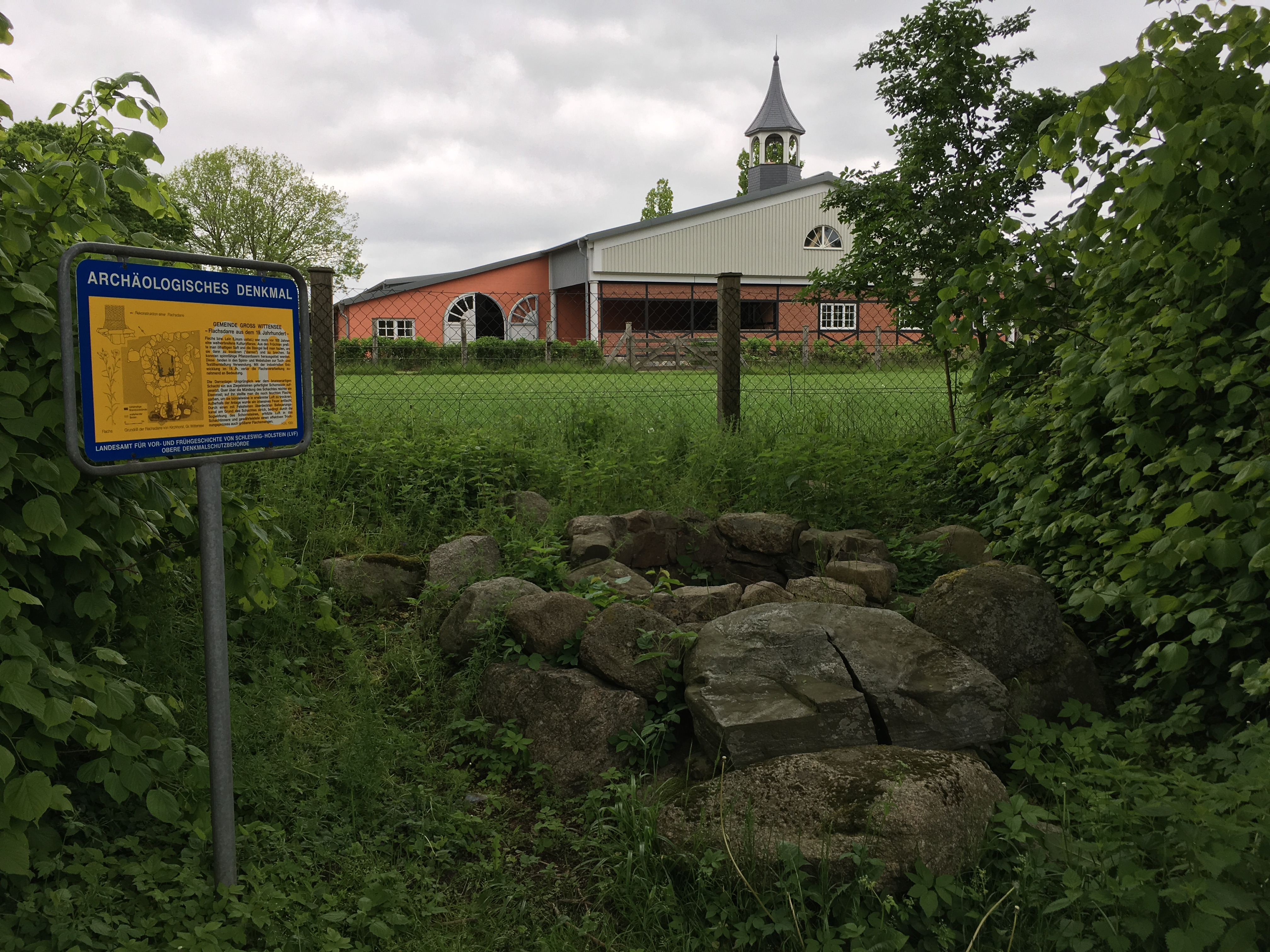
Die Flachsdarre von Kirchhorst 2019

Die Flachsdarre von Kirchhorst ist ein archäologisches Denkmal und war eine Darre zum Trocknen von Flachs bei Groß Wittensee. Sie stammt aus dem 19. Jahrhundert, ist gut erhalten und in Schleswig-Holstein die einzige. Sie ist unter der Objektnummer aKD-ALSH-Nr. 003 162 seit dem 20. Juli 2015 in die Denkmalliste eingetragen weil „Die Flachsdarre [...] eines der letzten Zeugnisse für die historische Flachsverarbeitung in Schleswig-Holstein [ist] und damit ein Kulturdenkmal von besonderem geschichtlich-technischen Wert [ist].“